# Parc del Tívoli
Parc del Tívoli är en park i Spanien.   Den ligger i provinsen Província de Barcelona och regionen Katalonien, i den östra delen av landet, 500 km öster om huvudstaden Madrid. Parc del Tívoli ligger 228 meter över havet.
Terrängen runt Parc del Tívoli är platt åt nordost, men åt sydväst är den kuperad.Runt Parc del Tívoli är det tätbefolkat, med 511 invånare per kvadratkilometer. Närmaste större samhälle är Vilafranca del Penedès, 0,40 km norr om Parc del Tívoli. 